# Slovinščina
Slovínščina je jezik, ki so ga govorili Slovinci (nemško Slowinzen, Lebakaschuben), slovansko ljudstvo, ki je živelo med jezeroma Gardno in Łebsko blizu mesta Słupsk na Pomorjanskem. 
Slovinščina se uvršča med jezike (prvi jo je tako opredelil Friedrich Lorentz, 1902/3) ali med kašubska narečja (prvi jo je tja uvrstil Lorentz, po 1903) ali variante, s kašubščino bodisi kot jezik ali kot poljski dialekt. Slovinščina in kašubščina sta uvrščeni v pomorjanščino.
Slovinščina je izumrla v zgodnjem 20. stoletju. Posamezne besede in izrazi so preživeli do konca druge svetovne vojne, ko je področje postalo poljsko. Nekateri Slovinci so bili izgnani skupaj z Nemci, med preostalimi je nekoliko poznalo slovinščino le nekaj starejših ljudi, ki pa so vsi pomrli v 1950. letih.
Ni jasno, kako so se Slovinci sami označevali. Nekateri menijo, da so se imeli za luteranske Kašube in svoj jezik za kašubski. Kljub temu se je v literaturi pridevnik slovinski obdržal in se uporablja tudi uradno, na primer v imenu za zaščiteno območje Słowiński Park Narodowy (Slovinski narodni park) na poljski pomorjanski obali.

## Značilnosti
Značilnosti slovinščine so skoraj popolna odsotnost oksitonov (besed s poudarkom na končnem zlogu) in ohranitev poudarka za razlikovanje količin, čeprav so se ostrivci in strešice skrajšali in so se zaradi premikov poudarkov v teku razvoja jezika pojavili novi poudarjeni samoglasniki. Odsotnost oksitonov so v literaturi razlagali kot arhaizem in kot inovacijo, razlikovanje količin na podlagi poudarka pa je stara značilnost, ki jo najdemo tudi pri srbohrvaščini in slovenščini. V slovinščini sta prisotna dve naglasna tipa, nepremični in premični. Premični povzroči spremembo poudarka samo v korenu, v končnici pa ne.
Slovinska slovnica se je ohranila v delu "Slovinzische Grammatik", ki ga je leta 1903 sestavil Friedrich Lorentz. Avtor je v letih 1908 do 1912 pod naslovom "Slovinzisches Wörterbuch" objavil tudi slovinski slovar.